# Yuri Gorshkov
Yuri Aleksandrovich Gorshkov (tiếng Nga: Юрий Александрович Горшков; sinh ngày 13 tháng 3 năm 1999) là một cầu thủ bóng đá người Nga thi đấu cho FC Chertanovo Moskva.

## Sự nghiệp câu lạc bộ
Anh có màn ra mắt tại Giải bóng đá chuyên nghiệp quốc gia Nga cho FC Chertanovo Moskva vào ngày 18 tháng 8 năm 2016 trong trận đấu với FC Energomash Belgorod.